# Milica Hrebeljanović
Milica Hrebeljanović, död 1405, var en kejsarinna (tsaritsa) av Serbien som gift med tsar Lazar Hrebeljanović. 
Hon var Serbiens regent som förmyndare för sin son Stefan Lazarević mellan 1389 och 1393. 